# Macrones capito
Macrones capito là một loài bọ cánh cứng trong họ Cerambycidae.